# یایلاآلتی (پوسوف)
یایلاآلتی (به ترکی استانبولی: Yaylaaltı، به ارمنی: Սաթլել) یک منطقهٔ مسکونی در ترکیه است که در پوسوف واقع شده‌است.